# Чепурновка
Чепурно́вка (рос. Чепурновка, ерз. Чепурновка) — село у складі Ковилкінського району Мордовії, Росія. Входить до складу Клиновського сільського поселення.
Населення — 198 осіб (2010; 231 у 2002).
Національний склад станом на 2002 рік:
- росіяни — 96 %